# Offensive tackle

De positie van de offensive tackles

Een offensive tackle is een speler in het American en Canadian football.
Offensive tackles behoren tot het aanvallende team. Een standaardopstelling kent twee offensive tackles in de eerste linie (de linemen). De tackles hebben als taak spelers van het verdedigende team te stoppen wanneer een van de medespelers uit de eerste linie weggaat om de bal te ontvangen uit een pass.
Aanval: Quarterback · Wide receiver · Tight end · Center · Guard · Offensive tackle · Running back · Fullback · H-back

Verdediging: Defensive tackle · Defensive end · Nose tackle · Linebacker · Defensive back

Speciale teams: Placekicker · Punter · Long snapper · Holder · Punt returner · Kick returner · Gunner